# Yani Gellman
Yani Gellman (Miami, 2 settembre 1985) è un attore canadese.

## Biografia
Figlio di padre canadese e madre australiana, durante l'infanzia ha vissuto in varie parti del mondo a causa del lavoro del padre, reporter: Australia, Spagna, Texas per stabilirsi successivamente a Toronto, in Canada.
Ha fatto il suo debutto ancora ragazzino, a 13 anni, nel 1998, anno in cui ha preso parte alla famosa serie televisiva per ragazzi Piccoli brividi.
Nel 2000 è stato ingaggiato per il film Urban Legend Final Cut e poi, nel 2001, in Jason X - Il male non muore mai.
L'attore ha poi acquistato una notorietà via via sempre maggiore a livello internazionale in seguito alla sua partecipazione al film Lizzie McGuire: Da liceale a popstar (2003), in cui ha interpretato la parte di Paolo Valisari.
Gellman ha conseguito una laurea in scienze politiche.

## Filmografia

### Cinema
- Urban Legend - Final Cut (Urban Legends: Final Cut), regia di John Ottman (2000)
- Jason X, regia di James Isaac (2001)
- Lizzie McGuire - Da liceale a popstar (The Lizzie McGuire Movie), regia di Jim Fall (2003)
- 47 metri (47 Meters Down), regia di Johannes Roberts (2017)

### Televisione
- Piccoli brividi (Goosebumps) – serie TV, episodi 4x07-4x08 (1998)
- Animorphs – serie TV, episodio 1x13 (1998)
- Il famoso Jett Jackson (The Famous Jett Jackson) – serie TV, episodio 2x26 (2000)
- Blue Murder – serie TV, episodio 1x08 (2001)
- Il boss dei boss (Boss of Bosses), regia di Dwight H. Little – film TV (2001)
- A proposito di Eddie (Tru Confessions), regia di Paul Hoen – film TV (2002)
- Ginevra Jones – serie TV, 26 episodi (2002)
- Una nuova vita per Zoe (Wild Car) – serie TV, 8 episodi (2003-2004)
- Monster Warriors – serie TV, 32 episodi (2006-2007)
- Febbre d'amore (The Young and the Restless) – soap opera, 86 episodi (2008-2012)
- Degrassi: The Next Generation – serie TV, episodi 8x19-8x20 (2009)
- Lincoln Heights - Ritorno a casa (Lincoln Heights) – serie TV, episodi 4x04-4x05 (2009)
- Greek - La confraternita (Greek) – serie TV, episodi 3x13, 3x16 (2010)
- Pretty Little Liars – serie TV, 23 episodi (2011-2012)
- The Mentalist – serie TV, episodio 5x02 (2012)
- 90210 – serie TV, 7 episodi (2012)
- Beauty and the Beast – serie TV, episodio 1x03 (2012)
- Criminal Minds – serie TV, episodio 8x15 (2013)
- CSI - Scena del crimine (CSI: Crime Scene Investigation) – serie TV, episodio 13x21 (2013)
- The Client List - Clienti speciali (The Client List) – serie TV, episodio 2x11 (2013)
- Castle – serie TV, episodio 6x21 (2014)
- Major Crimes – serie TV, episodio 3x02 (2014)
- iZombie – serie TV, episodi 2x04-2x05 (2015)
- CSI: Cyber – serie TV, episodio 2x10 (2015)
- Saving Hope – serie TV, episodio 4x04 (2015)
- The Saint, regia di Ernie Barbarash – film TV (2017)
- Workin' Moms – serie TV, episodio 2x01 (2017)
- Dynasty – serie TV, 3 episodi (2018)
- Bosch – serie TV, 4 episodi (2019)

### Web
- Pretty Dirty Secrets – webserie (2012)

## Doppiatori italiani
Nelle versioni in italiano dei suoi film e serie televisive, Yani Gellman è stato doppiato da:
- Alessandro Rigotti in Monster Warriors, CSI - Scena del crimine
- Daniele Raffaeli in 90210, Castle
- Leonardo Graziano in Pretty Little Liars
- Marco Vivio in Lizzie McGuire - Da liceale a popstar
- Marco Baroni in Jason X
- Jacopo Venturiero in 47 metri
- Raffaele Carpentieri in Major Crimes
- Gabriele Vender in Bosch